# Quand on a 17 ans
Quand on a 17 ans is een Franse film uit 2016 onder regie van André Téchiné. De film ging op 14 februari in première op het Internationaal filmfestival van Berlijn.

## Verhaal
Damien is een zeventienjarige scholier die bij zijn moeder Marianne, een dokter, woont terwijl zijn vader als militair op missie is in het buitenland. Damien presteert op school beter dan zijn klasgenoot Thomas. Thomas pest Damien, en Damien pest na verloop van tijd ook terug, en ze vechten vaak. Thomas is de adoptiezoon van een landbouwersgezin. Thomas’ pleegmoeder heeft al verscheidene miskramen gehad en nu ze opnieuw in verwachting is en een moeilijke zwangerschap tegemoet gaat, wordt Thomas door de moeder van Damien uitgenodigd om voorlopig bij hen te komen wonen. De twee jongens worden zo gedwongen met elkaar samen te leven. Ze mogen van Marianne niet vechten, maar doen het soms toch waar zij het niet ziet. Ze hebben echter, worstelend met hun geaardheid, ook seksuele gevoelens voor elkaar. Damien uit die het eerst en worden dan door Thomas ruw afgewezen, maar uiteindelijk monden ze uit in seks en vriendschap.

## Rolverdeling
| Acteur             | Personage |
| ------------------ | --------- |
| Sandrine Kiberlain | Marianne  |
| Kacey Mottet Klein | Damien    |
| Corentin Fila      | Thomas    |
| Alexis Loret       | Nathan    |